# Pendentiv
Pendentiv (eller pendentif, af fransk pendentif, tysk Zwickel, heraf dansk svikkel) er en murværkskonstruktion, som skal støtte en kuppel eller en kuppelagtig hvælving ved at danne overgangen mellem bygningens retvinklede mure og kuplens fodcirkel.
Typisk er den byzantinske pendentiv, formet som tresidede, sfæriske udsnit af en kugle eller hvælvingskappe, hvis nedre kanter slutter sig til de bærende buer eller vægge.
Denne type er i sin oprindelse klassisk-romersk og genfindes i renæssancens arkitektur.
Afvigende former er skråt i hjørnerne anbragte konsoller, stenbjælker eller buestik (tromper), der i den islamiske bygningskunst førte til udviklingen af stalaktithvælvingen, der minder om stalaktitter.

## Galleri
| - Illustrationer af pendentiver - Pendentivkuppel, med gult: pendentivfladen - Christiansborg Slotskirke med Bissens engle på pendentiverne |

| - Illustrationer af pendentiver - Det indvendige af kapellet Pendentif fra 1548 i Valence, Frankrig - Stalaktithvælving (muqarnas) i moské i Iran |